# زرامین سفلی
زرامین سفلی، روستایی سرسبز و خوش آب و هوا از توابع بخش زرین‌دشت شهرستان نهاوند در استان همدان ایران است که همه ی اهالی این روستا با زبان لکی صحبت می کنند و اکثریت از طایفه ی احمدوند(همیوند) و باقی از طوایف ترکاشوند، رضایی، کرمعلی، نورعلی، امرایی و درویشی هستند. 

## جمعیت
این روستا در دهستان فضلط هور  د زیر مجموعه روستای دهنو می باشدوارد و براساس سرشماری مرکز آمار ایران در سال ۱۳۹۵، جمعیت آن ۱۴۰۳نفر بوده‌است.

## مشاهیر
آنچه که این روستا را در سطح استان همدان مشهور نموده است ، وجود رزمندگان و فرماندهان اهل این روستا در جنگ ایران و عراق است ، برای مثال مطلّب قیصری فرمانده گردان 157 لشكر 32 انصارالحسین (ع)  یکی از این مشاهیر است.[2]